# George Pelecanos
George P. Pelecanos (Washington D.C., 18 februari 1957) is een Amerikaanse schrijver, journalist en tv- en filmproducent. Hij is vooral bekend als de auteur van detectiveromans.

## Biografie
George Pelecanos werd in 1957 geboren in Washington D.C.. Hij is van Griekse afkomst en groeide op in de voorstad Silver Spring. Hij studeerde aan de Universiteit van Maryland. Zijn vader was een gewezen marinier en restaurantuitbater.
Pelecanos was geen makkelijke jongen in zijn jeugd. Hij spijbelde, rookte wiet, had slechte schoolresultaten en was regelmatig betrokken bij knokpartijen. Op 17-jarige leeftijd schoot hij per ongeluk een vriend in het gelaat met een .38 Special die zijn vader op de zwarte markt had gekocht. Nadat zijn vader in december 1975 een hartaanval had gekregen, nam hij de zaak van zijn vader tijdelijk over.

## Carrière

### Televisie
Vanaf 2002 begon Pelecanos samen te werken met gewezen misdaadjournalist en tv-producent David Simon. Hij leerde Simon, die net als hij in Silver Spring was opgegroeid, kennen op de begrafenis van een gemeenschappelijke vriend.
Pelecanos schreef voor Simon verschillende afleveringen van de HBO-serie The Wire (2002–2008) en werd vanaf 2004 ook producent van de reeks. Het leverde hem in 2005 een eerste Emmy Award-nominatie op. Na The Wire werkten Pelecanos en Simon ook samen aan de series Treme (2010–2013) en The Deuce (2017–2019).
In 2010 was hij als co-producent ook betrokken bij de HBO-oorlogsserie The Pacific. Pelecanos' vader had in de Pacifische Oorlog meegevochten.

## Filmografie
Film
- Caught (1996)
- Whatever (1998)
- BlackMale (2000)
- Fishbowl (2017)

Televisie
- The Wire (2002–2008)
- Treme (2010–2013)
- The Pacific (2010)
- Bosch (2015)
- The Deuce (2017–2019)